# 아나톨리 부크레예프
아나톨리 니콜라예비치 부크레예프(러시아어: Анато́лий Никола́евич Букре́ев, 1958년 1월 16일~1997년 12월 25일)는 소련과 카자흐스탄의 산악인이다. 에베레스트 산을 비롯, 8000미터 봉우리 14좌 중 10개 봉에 산소 공급 없이 등반했다. 1987년부터 1997년까지 8000미터 봉우리에 18회 등반에 성공했다.
1997년 안나푸르나 등반 중에 눈사태로 사망했다.

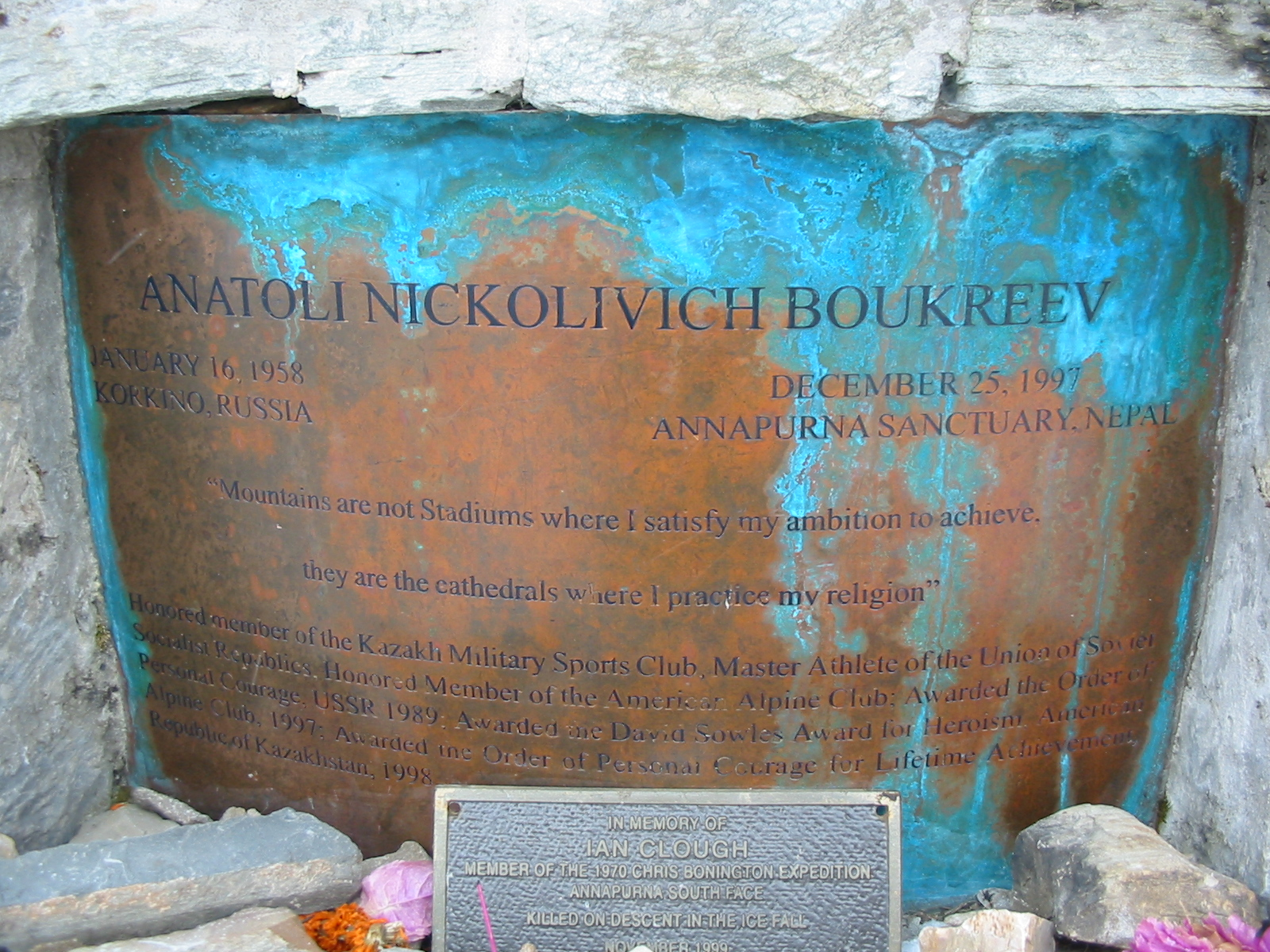
안나푸르나산 베이스 캠프에 있는 부크레예프 추모판